# Hermann Urbain
Hermann Urbain(1716 ? - 1810) va ser un polític luxemburguès. Va ocupar el càrrec com a alcalde de la ciutat de Luxemburg del 1797 al 1800 .